# Vaya Con Dios (együttes)
A Vaya Con Dios egy belga zenekar Brüsszelből. Dani Klein alapította, és ő volt az egyetlen örökös tag. A Vaya Con Dios legismertebb dala a „Nah Neh Nah”. Nehéz kategorizálni zenei stílusukat, hiszen dalaikban több stílus is keveredik, a dzsessztől a világzenén át a latin zenéig.

## Története
1986-ban alapította Dirk Schoufs, Dani Klein és Willy Lambregt. Schoufs és Lambregt jó barátok voltak. Klein és Lambregt pedig egy elektronikus zenei együttesben is játszottak.
Első kislemezük, a „Just a Friend of Mine” 1987-ben jelent meg. Franciaországban háromszázezer példányban kelt el.
Első nagylemezük 1988-ban került piacra. Ezt követően Lambregt kiszállt az együttesből. 
1990-ben megjelent a második stúdióalbumuk. Erről a lemezről származik a "Nah Neh Nah", illetve a "What's a Woman?", amely egy ballada. A Nah Neh Nah dalt az MTV is gyakran játszotta. A What's a Woman? szám pedig első helyezést ért el Hollandiában és Belgiumban.
1991-ben Schoufs kiszállt a zenekarból, majd nem sokkal később elhunyt.
Ezt követően Dani Klein egyedül folytatta a zenekart, de különböző felállású zenészek továbbra is szerepeltek a háttérben.
A Vaya con Dios harmadik nagylemeze 1992-ben került a boltok polcaira. 1995-ben a negyedik album is megjelent, amely szintén sikernek számított Európában. Ez az "anyag" főleg soul hangzású, de az arab és az indiai zene elemei is hallhatóak rajta.
Ezt követően Klein egy kis időre visszavonult a zeneiparból, majd 2004-ben megjelentette ötödik albumát.
2010-ben a német DJ duó, a Milk & Sugar feldolgozta a Nah Neh Nah dalt, amely felkerült a német Top 10 listára.
Dani Klein 2014-ben bejelentette, hogy a Vaya Con Dios feloszlik. Ezt Klein azzal indokolta, hogy elfáradt, öreg kora miatt. Magyarországon három alkalommal koncerteztek: először 2005-ben, másodszor 2008-ban. Utolsó itthoni koncertjüket 2013-ban tartották, a Budapest Sportarénában.

## Diszkográfia
- Vaya Con Dios (1988)
- Night Owls (1990)
- Time Flies (1992)
- Roots and Wings (1995)
- The Promise (2004)
- Comme on est venu... (2009)
- What's a Woman? (2022)
- Shades of Joy (2023)

## Egyéb kiadványok

### Válogatáslemezek
- Best of Vaya Con Dios (1996)
- What's a Woman?: The Blue Sides of Vaya Con Dios (1998)
- The Ultimate Collection (2006)
- Thank You All! (2014)